# Рюэ, Камиль
Ками́ль Рюэ́ (или Ками́лла Рюэ́; фр. Camille Ruest [ʁy.ɛ]; род. 23 ноября 1993 года, Римуски) — канадская фигуристка, выступавшая в парном катании. В паре с Эндрю Вулфом становилась бронзовым призёром чемпионата Канады (2019) и участницей чемпионата мира (2018)
По состоянию на 11 февраля 2019 года Рюэ и Вулф занимали двадцать третье место в рейтинге Международного союза конькобежцев.

## Личная жизнь
Рюэ родилась 23 ноября 1993 года в Римуски, Квебек. Она дочь Эдит Левеск и Клода Рюэ.

## Карьера

### Ранние годы
Камиль начала учиться кататься на коньках в 1997 году. До конца сезона 2014–2015 годов она выступала в женском одиночном катании, не добившись особо успеха. Ее тренировали Энни Барабе и Софи Ричард.

### Парное катание
Рюэ занималась парным катанием в течение двух лет, начиная с 15 лет. Она выступала с Марком-Антуаном Лапорте в категории «Преновисы» в сезоне 2009–2010. Следующие несколько сезона, она сосредоточилась на выступлении в соревнованиях одиночниц.
Решив вернуться в пары, Камиль объединилась с Сэмюэлем Морайсом в апреле 2014 года. Они заняли шестое место в соревновании спортивных пар среди юниоров на чемпионате Канады 2015 года. Эту пару тренировала Энни Барабе.

### Начало выступлений с Эндрю Вулфом
Рюэ встала в пару с Эндрю Вулфом в сентябре 2015 года. Они тренировались, но в сезоне 2015-2016 участие в соревнованиях не принимали.
Международный дебют пары состоялся на турнире серии Челленджер Autumn Classic International 2016, на котором они остановились в шаге от пьедестала. В ноябре 2016 года Рюэ/Вулф выступили на своём первом этапе Гран-при Rostelecom Cup 2016, заняв шестое место. В январе 2017 года на своём дебютном чемпионате Канады пара вошла в пятёрку лучших.

### 2017/2018
Следующий сезон пара начала на турнире серии Челленджер Nebelhorn Trophy 2017. По итогам соревнований фигуристы из Канады замкнули десятку. На национальном чемпионате Камиль и Эндрю стали шестыми. Учитывая, что чемпионат четырёх континентов проходил за две недели до Олимпийских игр канадская федерация на него отправила второй состав. На самом турнире канадцы финишировали на седьмом месте. В марте 2018 года пара поехала на чемпионат мира, так как лидеры канадской сборной Меган Дюамель и Эрик Рэдфорд завершили свою спортивную карьеру. На турнире Камиль и Эндрю не смогли попасть в произвольную программу, став лишь восемнадцатыми.

### 2018/2019
Новый сезон пара начала на турнире U.S. International Figure Skating Classic. По итогам соревнований спортсмены смогли войти в пятёрку лучших. Впервые в карьере Рюэ/Вулф получили сразу два этапа Гран-при: Skate Canada 2018 и Internationaux de France 2018. Дома фигуристы выступили не совсем удачно, замкнув турнирную таблицу. На французском этапе Камиль и Эндрю выступили лучше: пара стала пятой и установила новые личные достижения во всех видах программы.
На чемпионате Канады, который прошёл в середине января 2019 года, пара выступила хорошо. По итогам турнира они впервые завоевали бронзовые медали, что дало им путёвку на чемпионат четырёх континентов. На турнире пара заняла последнее восьмое место.
В мае 2021 года Рюэ и Вулф объявили о завершении соревновательной карьеры. Камиль сообщила, что решение связано с проблемами со здоровьем. У неё был диагностирован остеоартроз на поздней стадии, в связи с чем, Камиль предстоит операция по замене тазобедренного сустава.

## Программы
(с Эндрю Вулфом)
| Сезон     | Короткая программа                                                                        | Произвольная программа                                                |
| --------- | ----------------------------------------------------------------------------------------- | --------------------------------------------------------------------- |
| 2018-2019 | - Wild Horses (Unplugged) в исполнении Алиша Киз & Адам Левин хореография Жюли Маркотт    | - Turning Page Sleeping at Last хореография Жюли Маркотт              |
| 2017–2018 | - Oblivion Астор Пьяццолла в исполнении Marisa Lemcke хореография Жюли Маркотт            | - Earth Song Майкл Джексон - Home Арман Амар хореография Жюли Маркотт |
| 2016–2017 | - Something в исполнении Джим Стерджесс - Kinetic Love Karl Hugo хореография Жюли Маркотт | - Earth Song Майкл Джексон - Home Арман Амар хореография Жюли Маркотт |

## Результаты
(с Эндрю Вулфом)
| Соревнование      | 16/17         | 17/18         | 18/19         | 19/20         |
| Международные     | Международные | Международные | Международные | Международные |
| ----------------- | ------------- | ------------- | ------------- | ------------- |
| Чемпионат мира    |               | 18            |               |               |
| Четыре континента |               | 7             | 8             |               |
| Гран-при России   | 6             |               |               |               |
| Гран-при Канады   |               |               | 8             |               |
| Гран-при США      |               |               |               | 6             |
| Гран-при Франции  |               |               | 5             | 6             |
| U.S. Classic      |               |               | 5             | 7             |
| Nebelhorn Trophy  |               | 10            |               |               |
| Autumn Classic    | 4             |               |               |               |
| Национальные      |               |               |               |               |
| Чемпионат Канады  | 5             | 6             | 3             |               |